# Килятль
Киля́тль (вариант Килятли) — село в Гумбетовском районе Дагестана.
Образует сельское поселение село Килятль как единственный населённый пункт в его составе.

## Географическое положение
Расположено в долине реки «Андийское Койсу» в 11 км к юго-западу от районного центра села Мехельта.

## Население
| 1895  | 1926  | 1939  | 1970  | 1989  | 2002  | 2010  |
| ----- | ----- | ----- | ----- | ----- | ----- | ----- |
| 519   | ↗637  | ↘538  | ↗877  | ↘583  | ↗1118 | ↘1032 |
| 2012  | 2013  | 2014  | 2015  | 2016  | 2017  | 2018  |
| ↘1014 | ↘1010 | ↗1015 | ↘1003 | ↗1017 | ↘1015 | ↘1013 |
| 2019  | 2020  | 2021  | 2023  | 2024  | 2025  |       |
| ↘1004 | →1004 | ↘943  | ↗951  | ↗958  | ↘954  |       |

## История
В 1970 году село было разрушено землетрясением, в результате большая часть жителей была переселена в село Новочуртах Новолакского района.